# Shai Maymon
Shai Maymon (in ebraico שי מימוןי‎?; Haifa, 18 marzo 1986) è un ex calciatore israeliano, di ruolo difensore.